# Дерев'янко Станіслав Анатолійович
Станісла́в Анато́лійович Дерев'я́нко (нар. 30 липня 1984, Боярка, СРСР — 27 березня 2016, Авдіївка, Україна) — український військовик, старший солдат Збройних сил України, лицар ордена Богдана Хмельницького ІІІ ст. Активіст Революції гідності, учасник війни на сході України.

## Біографія
Народився у Боярці, що на Київщині, де закінчив ЗОШ № 3. Згодом проживав у столиці на вулиці Табірній, з 1997 по 2001 рік навчався у Київському ліцеї бізнесу.
Улітку 2010 року розпочав працювати на ДП «Антонов» складальником-клепальником цеху № 18. Паралельно з роботою вступив до Харківського авіаційного інституту, мріяв стати бортмеханіком чи авіаконструктором. Активний учасник Революції Гідності, був поранений під час протистоянь 18-20 лютого 2014 року. Відвідував Києво-Святошинську, а згодом Церкву «Слово Життя» Євангельських християн-баптистів у місті Києві. Напередодні війни був студентом музичного факультету Ірпінської Біблійної семінарії, однак не встиг закінчити її через те, що пішов на фронт.
З початком бойових дій на сході України вступив добровольцем до лав батальйону «Шахтарськ», у складі якого брав участь у боях під Іловайськом. Після низки скандалів, пов'язаних із батальйоном, став розвідником 81-ї окремої аеромобільної бригади. Загинув у ніч з 26 на 27 березня 2016 року поблизу Авдіївки, прикриваючи відхід групи.

Могила Станіслава Дерев'янка

Похований у Києві на Берковецькому кладовищі.

## Нагороди та вшанування
- Орден Богдана Хмельницького ІІІ ст. (8 квітня 2016) — за особисту мужність і високий професіоналізм, виявлені у захисті державного суверенітету та територіальної цілісності України, вірність військовій присязі (посмертно)[1].
- 13 жовтня 2016 року відбулося відкриття дошки пам'яті на фасаді Університету «КРОК» на честь загиблих захисників України — випускника Київського ліцею бізнесу Станіслава Дерев'янка та студента Університету Родіона Добродомова[2].
- 27 березня 2017 року у Боярському НВК «Колегіум — Загальноосвітня школа І—ІІІ ступенів № 3» відкрито меморіальну дошку випускнику Станіславу Дерев'янку.
- Звання «Герой-захисник Вітчизни» Києво-Святошинського району (рішення Києво-Святошинської районної ради від 20.12.2016).